# Cristián Ariel Morales
Cristián Ariel Morales Yaniz (Rosario, 25 settembre 1972) è un ex calciatore argentino, di ruolo attaccante.